# Glengarry (ancienne circonscription fédérale)
Glengarry fut une circonscription électorale fédérale de l'Ontario, représentée de 1867 à 1917 et de 1925 à 1953.
C'est l'Acte de l'Amérique du Nord britannique de 1867 qui créa le district électoral de Glengarry. Abolie en 1914, la circonscription fut intégrée à Glengarry et Stormont. 
La circonscription réapparut en 1924 à partir de Glengarry et Stormont. Abolie en 1952, elle fut intégrée dans Glengarry—Prescott.

## Géographie
En 1867, la circonscription de Glengarry comprenait:
- Le comté de Glengarry

En 1952, la circonscription comprenait l'ensemble du comté de Glengarry

## Députés
1867 - 1917
1. 1867-1875 — Donald Alexander Macdonald, PLC
2. 1875-1878 — Archibald McNab, PLC
3. 1878-1882 — John McLennan, L-C
4. 1882-1887 — Donald Macmaster, CON
5. 1887-1891 — Patrick Purcell, PLC
6. 1891-1900 — Roderick R. McLennan, CON
7. 1900-1908 — Jacob T. Schell, PLC
8. 1908-1917 — John Angus McMillan, PLC

1925 - 1953
1. 1925-1930 — Archibald John Macdonald, PLC
2. 1930-1935 — Angus McGillis, CON
3. 1935-1940 — John David McRae, PLC
4. 1940-1945 — William B. MacDiarmid, PLC
5. 1945-1949 — William Lyon Mackenzie King, PLC
6. 1949-1953 — William J. Major, PLC

- CON = Parti conservateur du Canada (ancien)
- L-C = Parti libéral-conservateur
- PLC = Parti libéral du Canada